# Musha Carabajal
Mario Rolando Carabajal, más conocido como “Musha” Carabajal (La Banda, Santiago del Estero, 2 de junio de 1952 - Buenos Aires, 13 de abril de 2025), fue un cantor,  guitarrista, bombisto, compositor y comunicador social argentino. Formó parte del conjunto folklórico Los Carabajal por más de 50 años.

## Biografía
Fue hijo de Romelia Brandán y Enrique Carabajal (segundo de los doce hijos que tuvieron María Luisa Paz y Francisco Rosario Carabajal). Además, Musha es el tercero de cinco hermanos, de los cuales solo él y Kali (Carlos Roberto Carabajal) se dedicaron a la música. Nacido en la ciudad de La Banda, se crio junto a sus hermanos y primos en el patio de sus abuelos paternos entre juegos, chacareras y vidalas. Kali, cuatro años mayor que Musha, fundó en 1967 el conjunto Los Carabajal junto a sus tíos Agustín, Carlos y Cuti (Saúl Belindo) Carabajal, al que el joven Musha se incorporaría en 1968 con tan solo 16 años. Además de ser parte fundamental del conjunto familiar, en los 70 formó el conjunto Los Quimsa junto a Alito Toledo y Guillermo Ocón. Además, con apenas 16 años acompañó con su bombo al “soldado del chamamé”: Rosendo Arias. El cordobés, recordado por su emblemático dúo junto a Ofelia Leiva, tenía que pedirle permiso al padre de Musha para poder llevárselo de gira.
El sobrenombre "Musha" proviene de la lengua quechua y significa "gato", similar a mishi o michi. En Santiago del Estero es común que a los gatos pequeños se le diga mushita. Este apodo, que acompañó a Mario Carabajal durante toda su vida, se lo puso un amigo de su padre. Ambos amigos llevaban un tiempo sin verse. Cuando éste, después de un tiempo, lo visitó, vio al Mario gateando por el suelo y exclamó: "No sabía que tenías un mushita". El término causó ternura en los presentes y empezaron a llamarlo Mushita. Al crecer, el diminutivo quedó atrás y todos comenzaron a referirse a él como Musha.

## Trayectoria artística

### Primera etapa con Los Carabajal
En 1968 Musha Carabajal fue convocado por su tío Agustín Carabajal para hacer los reemplazos de Kali, quien se encontraba cumpliendo con el servicio militar. En aquel entonces ejecutaba el bombo y hacía voces. Meses después, con tan solo 16 años, se incorporó permanentemente al conjunto en reemplazo de su tío Carlos Carabajal. En 1971, y con la formación de Agustín, Cuti, Kali y Musha, Los Carabajal grabaron su primer LP “Santiago, vieja ciudad del Barco” (Diapasón, 1971). Ese mismo año, ya instalados en Buenos Aires, Musha es convocado para realizar el servicio militar, por lo que tuvo que volver a Santiago del Estero y dejar el conjunto, siendo reemplazado por su primo Roberto. En esta etapa, además de ser parte del primer LP como parte del conjunto, participó como invitado en el segundo LP "Los Carabajal" (Music Hall, 1972)

### Etapa con Los Quimsa[4]
Alejado de Los Carabajal, en Santiago del Estero y extrañando la escena musical, se encontró con Alfredo “Alito” Toledo y Guillermo Ocón. Juntos formaron el conjunto Los Quimsa (Los Tres, en lengua quichua). Todos ellos eran muy jóvenes y lograron cierta repercusión en Santiago del Estero a partir de su manera de vestirse despojado de ropas tradicionales y por la manera de ejecutar su repertorio.
Grabaron un solo disco larga duración en 1978 titulado “Santiago con todo”, en el sello Orfeo (hoy extinto). Ese mismo año Musha fue convocado, nuevamente, a Los Carabajal por lo que abandonó a Los Quimsa y volvió a Buenos Aires.

### Segunda y definitiva etapa con Los Carabajal
En 1978, Peteco Carabajal dejaba el conjunto familiar y Kali lo convoca a Musha, quien ya se había desvinculado de Los Quimsa, a que viaje a Buenos Aires y retome su actividad en Los Carabajal. Al final, Peteco no se fue, pero sí Cuti. Desde ese año y hasta principios de 2025 formó parte del conjunto con el que grabó más de 30 discos y siendo, junto a su hermano Kali, uno de los dos históricos de Los Carabajal.
Durante esta etapa, en especial durante los últimos años, Musha, junto a su compañera Miriam Talone, se encargaba en gran medida de los asuntos comerciales del conjunto. Fue por entonces que hicieron varios teatros importantes de Buenos Aires y celebraron los 50 años de Los Carabajal en el estadio Luna Park (2017). Cinco años después, en 2022, de la mano de Musha, Los Carabajal recibían uno de los reconocimientos más importantes al que un conjunto folklórico podría aspirar: Premio Camin a la trayectoria, otorgado por la Comisión Municipal de Folklore de Cosquin.
El sábado 29 de marzo del 2025, su hermano Kali y su sobrino Walter deciden apartarlo de Los Carabajal y anunciar una nueva formación. Quien lo reemplazaría sería Julio Carabajal (sobrino de Musha e hijo de Kali). Este último declaró que la banda necesitaba seguir trabajando y que no podían esperar a que Musha se recuperara. Esta noticia estalló en las redes sociales y provocó una reacción negativa en parte del arco musical. La noticia sobre el estado de salud de Musha comenzaba a difundirse y a preocupar a sus seguidores.
A los pocos días del anuncio de Kali sobre la renovación del conjunto, Musha brindó un reportaje al periodista santiagueño Walter Díaz del programa “Pago donde nací” y dijo: “Los muchachos me invitaron a dejar de ser parte del conjunto… terminó ahí el rencor, son decisiones tomadas que ya son irreversibles y que yo soy parte de esta historia y feliz de haber aportado todo lo que aporte hasta ahora para dignificar al conjunto y que ahora lo que yo deseo es que les vaya muy bien”. Pocos días después, el 13 de abril de 2025, se conocía la noticia de su fallecimiento.

## Actividad futbolística
Musha Carabajal, al igual que gran parte de su familia, compartían la pasión por el futbol de igual manera que la pasión por el folklore. Resulta que, durante los 70, uno de los oficiales del regimiento donde realizaba el servicio militar era también directivo del Club Atlético Mitre de Santiago del Estero. Un día, durante un tiempo libre, los soldados organizaron un partido de fútbol. El militar se acercó a mirar y quedó sorprendido con el talento del recluta Carabajal. Poco después, lo llevó al club y lo sumó al equipo de Mitre.

## Comunicación social y activismo folklórico
Musha fue un difusor y defensor del folklore arriba y debajo de los escenarios. Durante 14 años condujo el programa radial Carabajales, emitido por Radio Nacional Folklórica, donde impulsaba a las jóvenes propuestas de artistas folklóricos y generaba un espacio para que estos divulguen sus actividades y su música. Fue un defensor e impulsor de la Ley 27.535, que plantea que la enseñanza del folklore es obligatoria en todos los niveles educativos en Argentina, tanto en escuelas públicas como privadas. Esta ley declara el folklore como un bien cultural nacional y establece el derecho de los estudiantes a recibir educación sobre el mismo.
Además de Carabajales, Musha continuó participando de diversos espacios de difusión. Con César Tapia condujo “Hermanados”, un ciclo radial que sostuvo entre 2020 y 2022 por Radio Horacio Guarany y que se repetía en diferentes emisoras del país. También participó como columnista del programa “Gira Continental”, que conduce César Tapia en Radio Continental y donde Musha presentaba a nuevos valores de la música folklórica argentina. En simultáneo a “Gira Continental” y a “Hermanados” comenzó a producir “Domingo santiagueño”, un programa enlatado que subía a las redes semanalmente para que las emisoras del país lo puedan descargar de manera libre y gratuita, y así agregarlo a sus programaciones. Durante 2024, el programa Carabajales se emitió por Radio Tupac Music.

## Vida personal
Contrajo dos veces matrimonio. Producto de su primera unión nació su único hijo Hernán Rolando Carabajal. A principios de los años 90 conoció a quien sería su compañera hasta el final de sus días: la pampeana Miriam Talone. Con ella estuvo en pareja durante 35 años. En 2019 celebraron su unión civil y en 2020, durante el Festival de Cosquín, realizaron una ceremonia que se conoció como “el primer casamiento folklórico en Cosquin”, el cual fue organizado por los amigos de la pareja, músicos allegados y se celebró a orillas del río Cosquin. La ceremonia la presidió el periodista y amigo de la pareja Marcelo Jara, los padrinos fueron el "Indio" Lucio Rojas y el periodista César Tapia; las madrinas fueron una amiga y una prima de Miriam. Los enamorados vistieron pilchas gauchas, arribaron al lugar en sulki y fueron recibidos musicalmente por el violinista Néstor Garnica y un pasillo de bombos legüeros. Además, dicho evento fue parte de la grilla de actividades oficiales de la Comisión Municipal de Folklore de Cosquin y la música estuvo a cargo de La Callejera, Lucio Rojas, Néstor Garnica, Pachi Herrera, entre otros muchos artistas que se sumaron a celebrar con una de las parejas más queridas del ambiente.
Los Carabajal dieron sus últimos conciertos con Musha en Cosquin, durante el mes de enero de 2025. Uno en la Plaza Próspero Molina, luego se presentaron en la peña de los santiagueños y por último en la peña La Salamanca. A partir de entonces, el estado de salud de Musha se agravó. El 13 de abril de 2025, Mario Rolando Carabajal,  el "Musha", falleció estando internado en el Sanatorio Güemes de la ciudad de Buenos Aires. Sus restos fueron despedidos en la Capital Federal y luego en La Banda, su ciudad natal, donde descansa en paz. En ambas oportunidades participó una multitud de artistas, amigos, familiares y público en general, quienes lo despidieron al músico cantando vidalas y chacareras.

## Obras compositiva[13]
Con letra de Adolfo Bebe Ponti: "Canción de Santa Clara", "Chacarera de Las Clarisas" y "No hay amor sin vos en mí"; junto a Ariel Andrada: "Chacarera a la distancia"; con letra de Sixto Palavecino: "Mi voluntad"; con letra de Pablo Trullenque: "Mi ave sin dueño"; con letra de Mario Álvarez Quiroga: "Mirando arder la leña" y "Pan y silencio"; con letra de Marcelo Perea: "Pa que se borren mis penas"; con letra de Felite “Toti” Rojas: "Raiz de chacarera"; con letra de Rodolfo “Pelu” Lucca: "Sentir santiagueño";  con letra de Fernando Pedernera y Omar Cerasuolo: "Volver a vivir"; con letra de Juan Carlos Carabajal: "Soy un hombre que anda". Son letra y música de Musha Carabajal: "Corazón enamorado" y "Corazón hecho mujer".
Sus composiciones fueron interpretadas por Los Carabajal, Orellana Lucca, Chaqueño Palavecino, Nahuel De Mársico, La Chacarerata Santiagueña, MarceloPerea, Pochi Carrillo, Presenta Trío, Arenal, entre otros.

## Homenajes
Un anfiteatro de la ciudad de Escobar, en la provincia de Buenos Aires, lleva el nombre de Mario “Musha” Carabajal. La iniciativa fue impulsada por el grupo Club Cultural Materia Gris, con apoyo del área de Cultura del Municipio de Escobar. Además, el músico Arlel Andrada, líder y voz de La Callejera, compuso la tonada “Cantor, raíz de mi pueblo”, en homenaje a Musha.